# Marie Bayer-Bürck

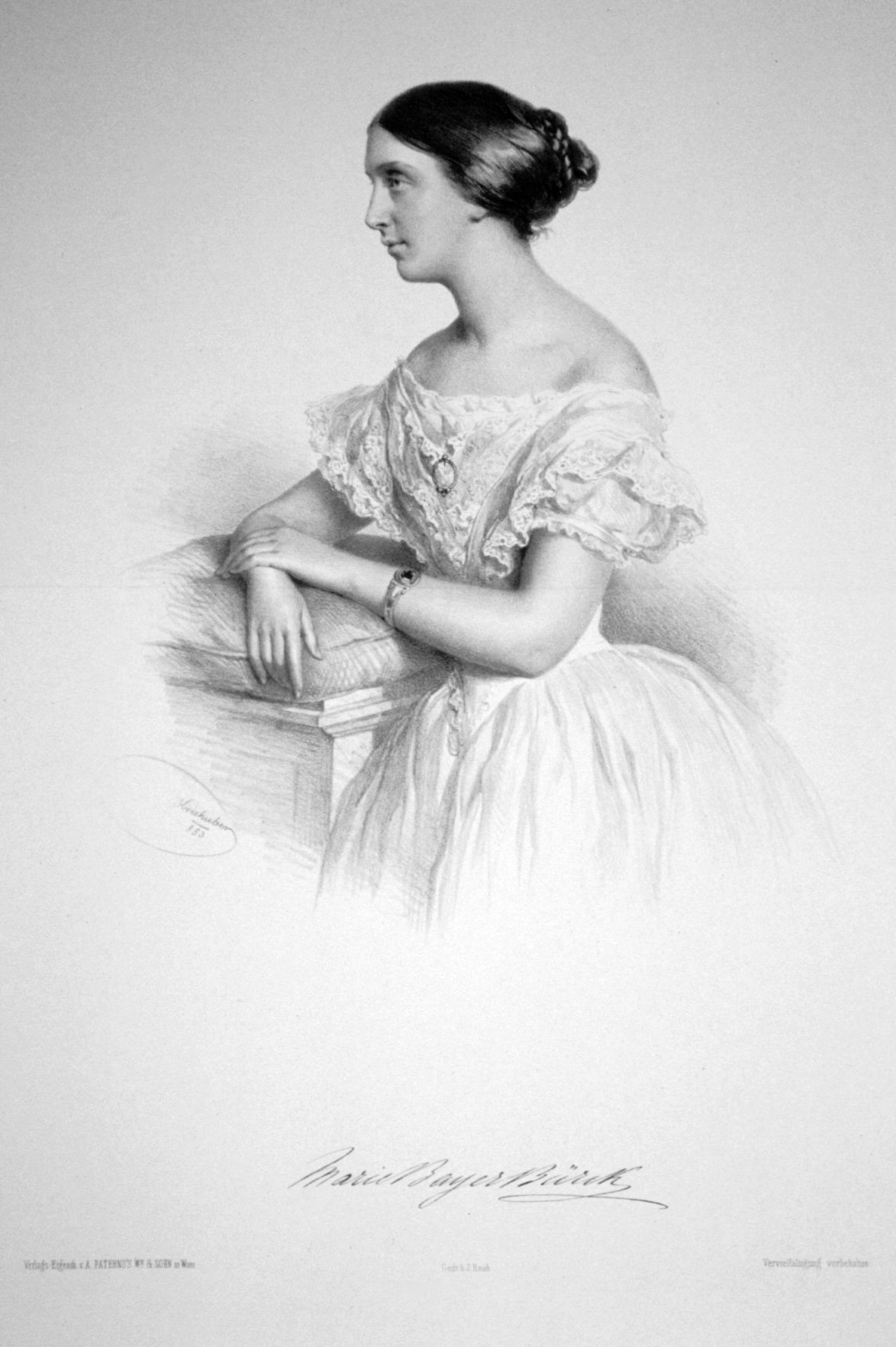
Marie Bayer-Bürck, Lithographie von Josef Kriehuber, 1853

Marie Bayer-Bürck, geb. Bayer (* 31. Oktober 1820 in Prag; † 10. Februar 1910 in Dresden) war eine österreichische Theaterschauspielerin.

## Leben
Marie Bayer war die Tochter des Schauspielers Franz Rudolf Bayer (1780–1860), von dem sie auch den ersten Schauspielunterricht erhielt. Ihr jüngerer Bruder war der Architekt Rudolf Bayer (1825–1878).
Im Dezember 1835 debütierte sie als „Dorothea“ in Hermann und Dorothea in Prag.
Sie trat 1838 in das Ensemble des Hoftheaters in Hannover ein und ging auf Betreiben Ludwig Tiecks 1841 nach Dresden, wo sie am 11. September 1841 debütierte. Als sie 1848 die Erhöhung ihrer Bezüge forderte, befürwortete dieses Verlangen der Intendant von Lüttichau beim König mit der Bemerkung, dass sich Bayer-Bürck bereits auf einer Höhe befinde, die sie in ihrem Fache zur ersten Darstellerin Deutschlands mache.
Am 9. September 1849 heiratete sie in erster Ehe den Schriftsteller August Bürck (1813–1880) und trat fortan unter dem Namen Marie Bayer-Bürck auf. 1853 wurde Bürck in die „Landesversorgungsanstalt für unheilbar Geisteskranke“ in Colditz eingewiesen und die Ehe daraufhin 1860 geschieden. In zweiter Ehe heiratete sie am 21. März 1862 den Major Adolf von Falkenstein.
Von 1850 bis 1857 gastierte sie jährlich am Wiener Hofburgtheater. Am 29. November 1886 beging sie in Dresden ihr 50. Bühnenjubiläum und wurde zum Ehrenmitglied des Dresdner Hoftheaters ernannt. Wenig später zog sie sich ins Privatleben zurück.
Zuletzt lebte sie im Haus Georgplatz 8. Maria Freifrau von Falkenstein starb 89-jährig in Dresden und wurde auf dem Alten Annenfriedhof beerdigt.